# Förstakammarvalet i Sverige 1933
Förstakammarvalet i Sverige 1933 var ett val i Sverige till Sveriges riksdags första kammare. Valet hölls i den femte valkretsgruppen i september månad 1933 för mandatperioden 1934–1941.
Tre valkretsar utgjorde den femte valkretsgruppen: Jönköpings läns valkrets (6 mandat), Göteborgs och Bohus läns valkrets (5 mandat) samt Värmlands läns valkrets (7 mandat). Ledamöterna utsågs av valmän från det landsting som valkretsarna motsvarade. För de städer som inte ingick i landsting var valmännen särskilda elektorer. Femte valkretsgruppen hade dock inga elektorer.
Ordinarie val till den femte valkretsgruppen hade senast ägt rum 1925.

## Valresultat
| Parti                | Parti                                    | Partiledare                   | Röster | Röster | Mandatfördelning | Mandatfördelning |
| Parti                | Parti                                    | Partiledare                   | Antal  | +−     | Antal            | +−               |
| -------------------- | ---------------------------------------- | ----------------------------- | ------ | ------ | ---------------- | ---------------- |
|                      | Socialdemokraterna                       | Per Albin Hansson             | 62     | -11    | 8                | ▲3               |
|                      | Allmänna valmansförbundet                | Arvid Lindman                 | 42     | -4     | 5                | ▬                |
|                      | Bondeförbundet                           | Olof Olsson i Kullenbergstorp | 26     | +5     | 3                | ▬                |
|                      | Frisinnade landsföreningen               | Felix Hamrin                  | 20     | +7     | 2                | ▼1               |
|                      | Sveriges liberala parti                  | Eliel Löfgren                 | 6      | +6     | 0                | ▼2               |
|                      | Sveriges kommunistiska parti (Kilbomare) | Nils Flyg                     | 1      | +1     | 0                | ▬                |
| Antal giltiga röster | Antal giltiga röster                     | Antal giltiga röster          | 157    | +4     | 18               |                  |

### Invalda riksdagsmän
Jönköpings läns valkrets:
- Bernhard Nilsson, n
- Oscar Ericson, bf
- Allan Holstenson, bf
- Felix Hamrin, fris
- Gustaf Heüman, s
- Ivan Pauli, s

Göteborgs och Bohus läns valkrets:
- Axel Sundberg, n
- John Gustavson, bf
- Ivar Sköldén, bf
- Sigfrid Hansson, s
- Theodor Nilsson, s

Värmlands läns valkrets:
- Johan Bergman, fris
- Karl Bodin, n
- John Sandén, s
- Karl Schlyter, s
- Gustaf Strömberg, s
- Östen Undén, s